# Grinder-Insel
Die Grinder-Insel (oder auch Grinder Island) ist eine eisbedeckte Insel, die etwa 22 km südwestlich der Steventon-Insel im Marshall-Archipel innerhalb des Sulzberger-Schelfeis vor der Saunders-Küste des westantarktischen Marie-Byrd-Lands liegt.
Sie wurde vom United States Geological Survey und mittels Luftaufnahmen der United States Navy  zwischen 1959 und 1965 kartografisch erfasst. Das Advisory Committee on Antarctic Names benannte sie nach Harry W. Grinder, Flugzeugmechaniker auf der McMurdo-Station im Jahr 1967.